# Stictonectes occidentalis
Stictonectes occidentalis är en skalbaggsart som beskrevs av Javier Fresneda och Hans Fery 1990. Stictonectes occidentalis ingår i släktet Stictonectes och familjen dykare. Inga underarter finns listade i Catalogue of Life.